# Suicidal Angels
Suicidal Angels é uma banda de thrash metal grega formada em 2001 pelo guitarrista e cantor Nick Melissourgos. A banda tem 6 álbuns de estúdio, são conhecidos como a nova geração do metal e no meio underground ao lado de Bio-Cancer e Exarsis, já fizeram turnês com bandas do gênero conhecidas, como Overkill, Death Angel, Kreator, Exodus, etc.

## História

### Inicio da carreira (2001-2006)
Suicidal Angels foi formada em 2001 pelo guitarrista Nick Melissourgos como um projeto da escola, ele tinha apenas 16 anos de idade. Primeiro demo da banda, intitulado United by Hate, foi lançado em 2002
Em 2003, com o lançamento do segundo demo "Sacrifice 'Angels", as coisas tornam-se gradualmente mais grave. Com base nesta demo, a banda começa a promover-se com seus primeiros concertos agendados.
Durante abril 2004, eles gravam um novo demo chamada " The Calm Before the Storm", que recebe boas críticas em revistas de metal e fanzines em toda a Europa. Em setembro de 2004, a banda lança um EP chamado "Bloodthirsty Humanity", que recebe ainda melhores avaliações em comparação com os demos anteriores. Enquanto isso, o grupo tenta se apresentar ao vivo sempre que possível.
Foi logo após o show com Tankard em outubro de 2004, quando Themis Katsimichas (guitarras) se juntou à banda, num primeiro momento apenas para ajudar com a primeira atuação no estrangeiro e depois como membro de pleno direito, em parceria com Nick para criar uma rápida e técnica thrash guitar duo.
Durante o Outono / Inverno de 2005, a banda grava EP com quatro canções chamado " Armies of Hell", que recebe a distribuição através da Evil Records e chega às lojas na Grécia no início de 2006. Os comentários de revistas de metal europeus foram mais uma vez muito encorajador, e em abril de 2006 o baixista Christine decide deixar a banda e é substituído por Sotiris Skarpalezos pouco depois.

### Eternal Domination, Sanctify The Darkness e Dead Again (2006-2010)
Em Outubro de 2006, Suicidal Anges assinar seu primeiro contrato de gravação, com OSM Records com escritório na Califórnia. Em janeiro de 2007, a banda começou a gravar seu primeiro álbum, Eternal Domination, que foi lançado em julho do mesmo ano. Durante esse ano, Suicidal Anges juntou Rotting Christ Theogonia Balkan Tour 's, enquanto que mais tarde, em 2007, eles excursionaram com Onslaught e Massacre. Em novembro, os Suicidal Angels apoiou os thrashers alemães Kreator em Atenas, Mille Petrozza ficou realmente impressionado com a performance da banda e, para surpresa dela, apareceu no palco vestindo o T-shirt Suicidal Angels que o grupo tinha lhe oferecido como um presente.
Em março de 2009, a banda visitou o "Music Factory & Prophecy Studios" na Alemanha para gravar seu segundo álbum de estúdio, Sanctify the Darkness que contém alguns dos maiores sucessos do grupo, como "... Lies", " The Pestilence Of Saints" e " Apokathilosis ". Mais tarde nesse ano, a banda entrou no Rock The Nation e Nuclear Blast concurso em que eles eventualmente ficou em primeiro lugar, superando 1.200 bandas da Europa. Depois que o álbum foi lançado pela Nuclear Blast em Novembro de 2009, a banda saiu em vários grandes turnês com Kataklysm, Belphegor, Overkill e tocou em todos os grandes festivais da europa, incluindo Metalcamp e Wacken Open Air, a perna grega de Sonisphere Festival, apoiar o Big 4 do thrash metal (Anthrax, Megadeth, Slayer e Metallica).
Em 2010, eles lançaram seu terceiro álbum de estúdio, intitulado Dead Again pela NoiseArt Records, disco similar ao anteriores, todas as músicas seguem o mesmo esquema, com muito peso e agressividade, sendo algumas mais rápidas e agressivas e outras mais pesadas e soturnas. Artwork do disco foi criado por Ed Repka, conhecido por seu trabalho com Megadeth, Death e outros. Durante o inverno de 2010, a banda participou de Thrashfest 2010, junto com Death Angel, Exodus e Kreator.

### Bloodbath (2012-2013)
Em 2012 a banda lançou mais um álbum intitulado Bloodbath, com canções tão técnicas e limpas que podem ser ditas como uma mistura de Dead Again com Sanctify The Darkness. chegou às lojas em janeiro de 2012, tornando-as paradas alemãs na posição # 84 e a tabela austríaca, a posição # 78. O lançamento do disco é seguido pelo "Full of Hate tour" de 2012, com o line up de Cannibal Corpse, Behemoth, Legion of the Damned e Misery Index.
Após o sucesso dessa turnê, a banda foi confirmada para mais festivais de verão, como Brutal Assault Open Air(para a 2ª vez consecutiva) em agosto.
Logo após o fim do verão, as mudanças na linha até chegar, com Chris unindo forças na guitarra. Em 2013 Suicidal Angels viaja para a América Latina, com uma primeira parada da Cidade do México, seguido por shows no Brasil.

### Divide And Conquer (2014-2016)

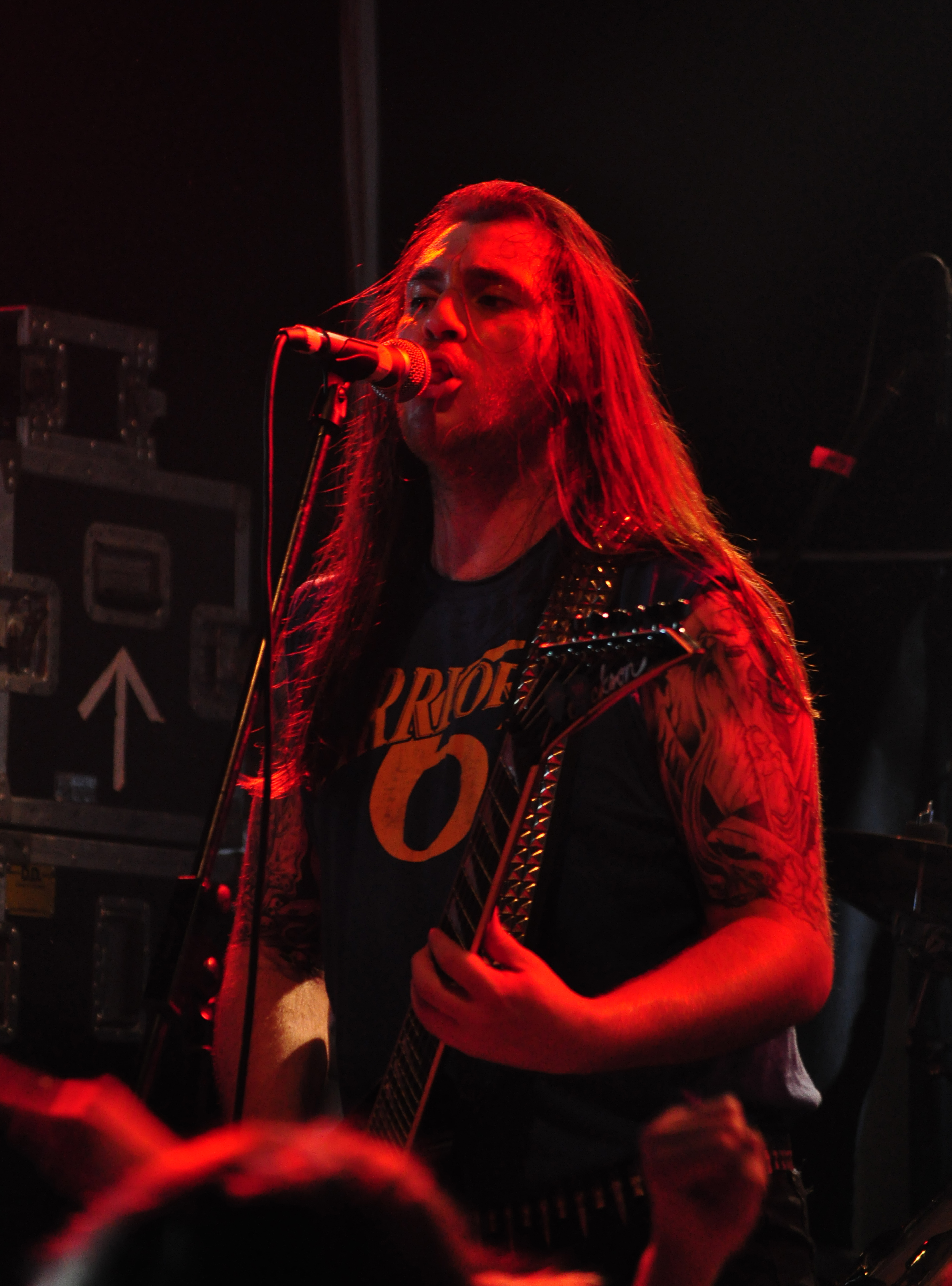
Nick Melissourgos, fundador do Suicidal Angels.

Já em 2014, veio o Divide and Conquer, álbum no qual o Suicidal Angels foi criticado positivamente por tornar sua música algo com um toque inovador, diferente do seu antecessor, Bloodbath, no qual foram duramente acusados pelos fãs de copiar grandes sucessos do Thrash Old School. O vocal de Melissourgos ficou mais limpo e menos forçado, o que deu uma característica mais pura pro álbum, tido por muitos, o melhor álbum da banda até o momento, lançado no dia 10 de janeiro de 2014, que atingiu o número 82 nas paradas alemãs.
Pouco depois, a banda caiu na estrada mais uma vez, com o primeiro, turnê, chamada "Conquering Europe
".

## Concerto no Brasil
Suicidal Angels apresentou-se no Hangar 110 como atração integrante do Furia Metal Festival. Os integrantes abriram o show do Sepultura em Atenas, fizeram parte do festival Full of Hate, ao lado de bandas como Cannibal Corpse, Behemoth e Legion of the Damn. Esta é a primeira vez que o grupo saiu em turnê por outros países e a viagem inclui outras três apresentações no Brasil e uma no México.
Em turnê do disco Bloodbath eles se apresentaram em Porto Alegre, Curitiba, Rio Negrinho e São Paulo.
A banda acaba de informar que está agendando nova passagem pela América do Sul. As exibições acontecerão entre 22 de novembro e 18 de dezembro de 2016 e já farão parte da turnê promocional do álbum “Division of Blood”.

## Discografia

### Álbuns de estúdio
- 2007 - Eternal Domination
- 2009 - Sanctify The Darkness
- 2010 - Dead Again
- 2012 - Bloodbath
- 2014 - Divide And Conquer
- 2016 - Division Of Blood
- 2019 - Years Of Aggression

### EP's
- 2004 - Bloodthirsty Humanity
- 2006 - Armies Of Hell

### Demos
- 2002 - United By Hate
- 2003 - Angels’ Sacrifice
- 2004 - The Calm Before The Storm

### Álbuns ao vivo
- 2016 - Conquering Europe

## Membros

### Os membros atuais
- Nick Melissourgos - Vocalista e Guitarrista (2001-presente)
- Gus Drax - Guitarra (2016-presente)
- Angel Kritsotakis - Baixo (2014-presente)
- Orpheas Tzortzopoulos - Baterista (2003-presente)

### Ex-membros
- Christina Gemidopoulou - Baixo (2005-2006)
- Sotiris Skarpalezos - Baixo (2006-2009)
- Angel Kritsotakis - Baixo (2009-2013)
- Themis Katsimichas - Guitarrista (2005-2009)
- Panos Spanos - Guitarrista (2009-2012)
- Chris Tsitsis - Guitarrista (2012-2016)